# Comunità montana Argentea
La Comunità montana Argentea era un comprensorio montano della Liguria, in provincia di Genova, formato dai comuni di: Arenzano, Cogoleto e Mele.
L'ente locale aveva sede ad Arenzano e l'ultimo presidente è stato Marco Durante. Parte dell'ex territorio della comunità, certificata UNI EN ISO 14001, appartiene al Parco naturale regionale del Beigua.

## Storia
L'ente era stato istituito dopo le approvazioni delle leggi regionali n° 15 e 27 del 1973, emanate dalla Regione Liguria dopo l'istituzione ufficiale delle Comunità montane con la legge n° 1102 del 3 dicembre 1971.
Con le nuove disposizioni della Legge Regionale n° 6 del 1978 la comunità montana assumeva, direttamente dalla regione, le funzioni amministrative in materia di agricoltura, sviluppo rurale, foreste e antincendio boschivo.
Con la disciplina di riordino delle comunità montane, regolamentate con la Legge Regionale n° 24 del 4 luglio 2008 e in vigore dal 1º gennaio 2009, l'ente locale era stato soppresso con il passaggio del solo comune di Mele nella nuova Comunità montana Valli Stura, Orba e Leira. I comuni di Arenzano e Cogoleto avevano delegato la stessa alle funzioni amministrative in materia di agricoltura, sviluppo rurale, foreste e antincendio boschivo.